# Fontaine de Moutte
 (juin 2023).
Si vous disposez d'ouvrages ou d'articles de référence ou si vous connaissez des sites web de qualité traitant du thème abordé ici, merci de compléter l'article en donnant les références utiles à sa vérifiabilité et en les liant à la section « Notes et références ».
 (juin 2023).
Pour les articles homonymes, voir Moutte.
La fontaine de Moutte se situe dans un quartier du même nom de la ville de Fort-de-France, en Martinique.
La fontaine a connu une activité intense jusqu'au milieu du XXe siècle. Elle fournissait une eau commercialisée à Fort-de-France ; elle alimentait aussi une station thermale avec une eau ferrugineuse réputée soigner des troubles de santé.